# Fei Dao
Fei Dao (chinesisch 飞氘, Pinyin Fēi Dāo; * 1983 in Chifeng, Innere Mongolei, Volksrepublik China), das Pseudonym von Jia Liyuan (chinesisch 贾立元, Pinyin Jiǎ Lìyuán), ist ein chinesischer Science-Fiction- und Fantasy-Schriftsteller und außerordentlicher Professor für Literaturwissenschaft an der Tsinghua-Universität in Peking.

## Leben
Nach einem Ingenieurstudium an der Fakultät für Umwelt der Pädagogischen Universität Beijing studierte Fei Dao von September 2007 bis Juli 2010 an der Fakultät für freie Künste der Pädagogischen Universität Beijing und erwarb dort einen Masterabschluss in Literatur. Von September 2010 bis Juli 2015 studierte er am Institut für chinesische Sprache der Fakultät für Geisteswissenschaften der Tsinghua-Universität und promovierte dort in Literatur.
Nach der Promotion forschte er einige Zeit an der Pädagogischen Universität Beijing, bevor für eine Lehrstelle an erstere zurückkehrte. Im Jahr 2017 bot er dort einen Kurs über das Schreiben von Science-Fiction an.
Fei Dao veröffentlicht Science-Fiction- und Fantasy-Werke seit dem Jahr 2003. Seine kurze Science-Fiction-Geschichte „Eine Weltuntergangsgeschichte“ (一个末世的故事, Pinyin yīgè mòshì de gùshì) wurde ins Italienische übersetzt und in die Anthologie „ALIA“ des World Science Fiction and Fantasy Year aufgenommen. Fei Dao ist bekannt für seinen an Italo Calvino angelehnten Stil und Mitglied der von Guo Jingming gegründeten Weltkultur der Autoren.

## Bibliographie (Auswahl)
- Der Geschichten erzählende Roboter (Kurzgeschichte); Originaltitel 讲故事的机器人 (Pinyin jiǎng gùshì de jīqìrén); veröffentlicht in Science Fiction World im Oktober 2005. Auf Deutsch erschienen in der Anthologie Quantenträume, ISBN 978-3-453-31904-2.
- Der Roboter, der gerne Quatsch erzählte (Kurzgeschichte); Originaltitel 爱吹牛的机器人 (Pinyin ài chuīniú de jīqìrén „Gerne prahlender Roboter“); veröffentlicht im November 2014; auf Deutsch erschienen in der Anthologie Zerbrochene Sterne, ISBN 978-3-453-32058-1.
- Das Schamgefühl ist überwunden (Essay), Originaltitel 科幻: 一种被治愈的尴尬症 (Pinyin kēhuàn: yī zhǒng bèi zhìyù de gāngà zhèng); veröffentlicht im Jahr 2017. Auf Deutsch erschienen in der Anthologie Zerbrochene Sterne, ISBN 978-3-453-32058-1.
- Legend of the Giant (Kurzgeschichte); veröffentlicht im Oktober 2021 im Clarkesworld Magazin[1]